# Cyclocheilichthys
Cá ba kỳ (Danh pháp khoa học: Cyclocheilichthys) là một chi cá trong họ cá chép Cyprinidae chứa 08 loài, với 02 loài bổ sung hoặc có thể xếp trong chi này hoặc xếp trong chi Anematichthys, tùy theo từng tác giả phân loại. Nhìn chung các loài trong chi này có đặc trưng chung là có ba cái vây dựng đúng (ba kỳ).

## Các loài
- Cyclocheilichthys apogon (Valenciennes, 1842) - cá ba kỳ đỏ, cá cóc đậm.
- Cyclocheilichthys enoplos (Bleeker, 1850) - cá cóc.
- Cyclocheilichthys furcatus Sontirat, 1989
- Cyclocheilichthys heteronema (Bleeker, 1853)
- Cyclocheilichthys janthochir (Bleeker, 1853)
- Cyclocheilichthys lagleri Sontirat, 1989
- Cyclocheilichthys schoppeae Cervancia & Kottelat, 2007
- Cyclocheilichthys sinensis Bleeker, 1879

Hai loài C. armatus và C. repasson đôi khi được FishBase phân loại trong chi Anematichthys.
- Anematichthys armatus
- Anematichthys repasson - cá ba kỳ trắng